# Francis Pigueron
Francis Pigueron (Cannes, 13 septembre 1882 - Paris 17e, 17 septembre 1954) est un patineur artistique français, un des pionniers du patinage en France avant la Première Guerre mondiale. Il a pratiqué le patinage en individuel et en couple.

## Biographie

### carrière sportive
Francis Pigueron fait partie des pionniers de l'école française de patinage artistique, du début du XXe siècle, avec Louis Magnus, Charles Sabouret ou Lucien Trugard.
Il a été cinq fois champion de France de patinage en individuel (1913, 1920, 1921, 1922 et 1923), et quatre fois champion de France en couple (1913 et 1914 avec Suzanne Poujade, 1922 et 1923 avec sa belle-sœur Yvonne Bourgeois).
Il n'a jamais participé aux  Championnats d’Europe, aux Championnats du monde, et aux Jeux olympiques d'été (le patinage artistique était en effet au programme des jeux d'été en 1908 et 1920).

### famille
Il a été marié avec la joueuse de tennis Germaine Bourgeois, fille du fabricant de gouaches et peinture à l'huile Joseph Bourgeois.

## Palmarès
| Compétitions en Individuel | 1910 | 1911 | 1912 | 1913 | 1914 | 1915 | 1916 | 1917 | 1918 | 1919 | 1920 | 1921 | 1922 | 1923 |
| Jeux olympiques d'été |      |      | X    |      |      |      | JA   |      |      |      |      |      |      |      |
| Championnats du monde |      |      |      |      |      | CA   | CA   | CA   | CA   | CA   | CA   | CA   |      |      |
| Championnats d’Europe |      |      |      |      |      | CA   | CA   | CA   | CA   | CA   | CA   | CA   |      |      |
| Championnats de France | 2e   | 2e   | 2e   | 1er  |      | CA   | CA   | CA   | CA   | CA   | 1er  | 1er  | 1er  | 1er  |
| |      |      |      |      |      |      |      |      |      |      |      |      |      |      |
| Compétitions en Couple | 1910 | 1911 | 1912 | 1913 | 1914 | 1915 | 1916 | 1917 | 1918 | 1919 | 1920 | 1921 | 1922 | 1923 |
| Jeux olympiques d'été |      |      | X    |      |      |      | JA   |      |      |      |      |      |      |      |
| Championnats du monde |      |      |      |      |      | CA   | CA   | CA   | CA   | CA   | CA   | CA   | F    |      |
| Championnats de France |      | 2e   |      | 1er  | 1er  | CA   | CA   | CA   | CA   | CA   | CA   | 2e   | 1er  | 1er  |
| Légende : F = Forfait ; X = Pas de patinage artistique aux Jeux olympiques d'été de 1912 ; JA = Jeux olympiques d'été annulés ; CA = Championnats annulés |      |      |      |      |      |      |      |      |      |      |      |      |      |      |